# 이소다 요시카즈
이소다 요시카즈(일본어: 礒田 由和, 1965년 5월 27일 ~ )는 일본의 전 축구 선수이다.

## 구단 경력
1988년 일본 사커 리그의 NKK SC에 입단했다. 1993년까지 69경기에 출전하여, 4득점을 넣었다. 1994년 재팬 풋볼 리그의 후지에다 브룩스(아비스파 후쿠오카)로 이적했다. 1995년 재팬 풋볼 리그 우승으로 J1리그로 승격했다. 1996년후 현역 은퇴.